# Leichtathletik-Europameisterschaften 1950/400 m der Männer

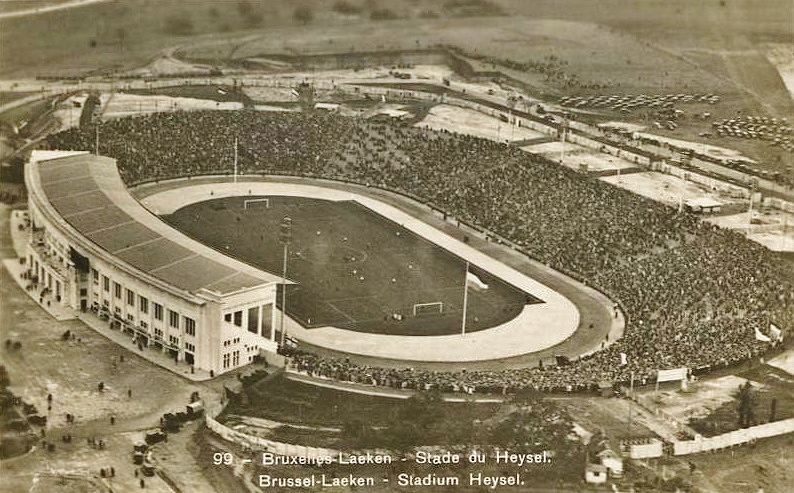
Das Brüsseler Heysel-Stadion
in einer Luftaufnahme von 1935

Der 400-Meter-Lauf der Männer bei den Leichtathletik-Europameisterschaften 1950 wurde vom 23. bis 25. August 1950 im Heysel-Stadion der belgischen Hauptstadt Brüssel ausgetragen.
Europameister wurde der Brite Derek Pugh. Er gewann vor dem Franzosen Jacques Lunis. Bronze ging an den Schweden Lars-Erik Wolfbrandt.

## Rekorde

### Bestehende Rekorde
| Weltrekord           | 45,8 s | George Rhoden | Eskilstuna, Schweden           | 22. August 1950   |
| Europarekord         | 46,0 s | Rudolf Harbig | Frankfurt am Main, Deutschland | 12. August 1939   |
| Meisterschaftsrekord | 47,4 s | Godfrey Brown | EM Paris, Frankreich           | 4. September 1938 |

### Rekordverbesserung
Der britische Europameister Derek Pugh verbesserte im Finale am 25. August den Meisterschaftsrekord um eine Zehntelsekunde auf 47,3 Sekunden. Den Europarekord verfehlte er damit um 1,3 und den Weltrekord um 1,5 Sekunden.

## Vorrunde
23. August 1950, 18:30 Uhr
Die Vorrunde wurde in sechs Läufen durchgeführt. Die ersten beiden Athleten pro Lauf – hellblau unterlegt – qualifizierten sich für das Halbfinale. Die Aufteilung der Teilnehmer auf die Vorläufe war in dieser Disziplin im Gegensatz zu anderen Wettbewerben einigermaßen ausgewogen.
Anmerkung:

Die Angaben in den genannten Quellen (European Athletics sowie todor66.com) weichen hier voneinander ab. Auf der Seite bei todor66.com sind zusätzliche Athleten aufgelistet, deren Teilnahme sehr wahrscheinlich erscheint, weil so die Einteilung der Vorläufe insgesamt wesentlich ausgeglichener aussieht. Allerdings gibt es auch eindeutige Fehlangaben bei Athleten, die in ein und demselben Vorlauf oder unterschiedlichen Vorläufen mehrfach genannt sind. Im Artikel hier sind die am wahrscheinlichsten erscheinenden Varianten aufgelistet.

### Vorlauf 1
| Platz | Name               | Nation         | Zeit (s) |
| ----- | ------------------ | -------------- | -------- |
| 1     | Leslie Lewis       | Großbritannien | 49,8     |
| 2     | Ragnar Graeffe     | Finnland       | 50,1     |
| DNS   | Canekudis          | Griechenland   |          |
| DNS   | Ásmundur Bjarnason | Island         |          |

### Vorlauf 2
| Platz | Name               | Nation         | Zeit (s) |
| ----- | ------------------ | -------------- | -------- |
| 1     | Derek Pugh         | Großbritannien | 49,5     |
| 2     | Guðmundur Lárusson | Island         | 49,8     |
| DNS   | Kilirenko          | Sowjetunion    |          |

### Vorlauf 3
| Platz | Name                  | Nation     | Zeit (s) |
| ----- | --------------------- | ---------- | -------- |
| 1     | Jacques Lunis         | Frankreich | 48,9     |
| 2     | Gösta Brännström      | Schweden   | 49,7     |
| 3     | Jean-Baptiste Peeters | Belgien    | 50,8     |
| DNS   | Gérard Rasquin        | Luxemburg  |          |

### Vorlauf 4
| Platz | Name                 | Nation           | Zeit (s) |
| ----- | -------------------- | ---------------- | -------- |
| 1     | Lars-Erik Wolfbrandt | Schweden         | 48,8     |
| 2     | Rolf Back            | Finnland         | 49,0     |
| 3     | Aleš Poděbrad        | Tschechoslowakei | 49,7     |
| DNS   | Moina                | Rumänien         |          |

### Vorlauf 5
| Platz | Name             | Nation      | Zeit (s) |
| ----- | ---------------- | ----------- | -------- |
| 1     | Luigi Paterlini  | Italien     | 49,0     |
| 2     | René Leroux      | Frankreich  | 49,3     |
| 3     | Zvonko Sabolović | Jugoslawien | 49,5     |
| DNS   | Doğan Acarbay    | Türkei      |          |

### Vorlauf 6
| Platz | Name              | Nation      | Zeit (s) |
| ----- | ----------------- | ----------- | -------- |
| 1     | Antonio Siddi     | Italien     | 49,7     |
| 2     | Oscar Soetewey    | Belgien     | 49,8     |
| 3     | Lazar Miloševski, | Jugoslawien | 50,6     |
| DNS   | Komarowski        | Sowjetunion |          |

## Halbfinale
24. August 1950, 17:25 Uhr

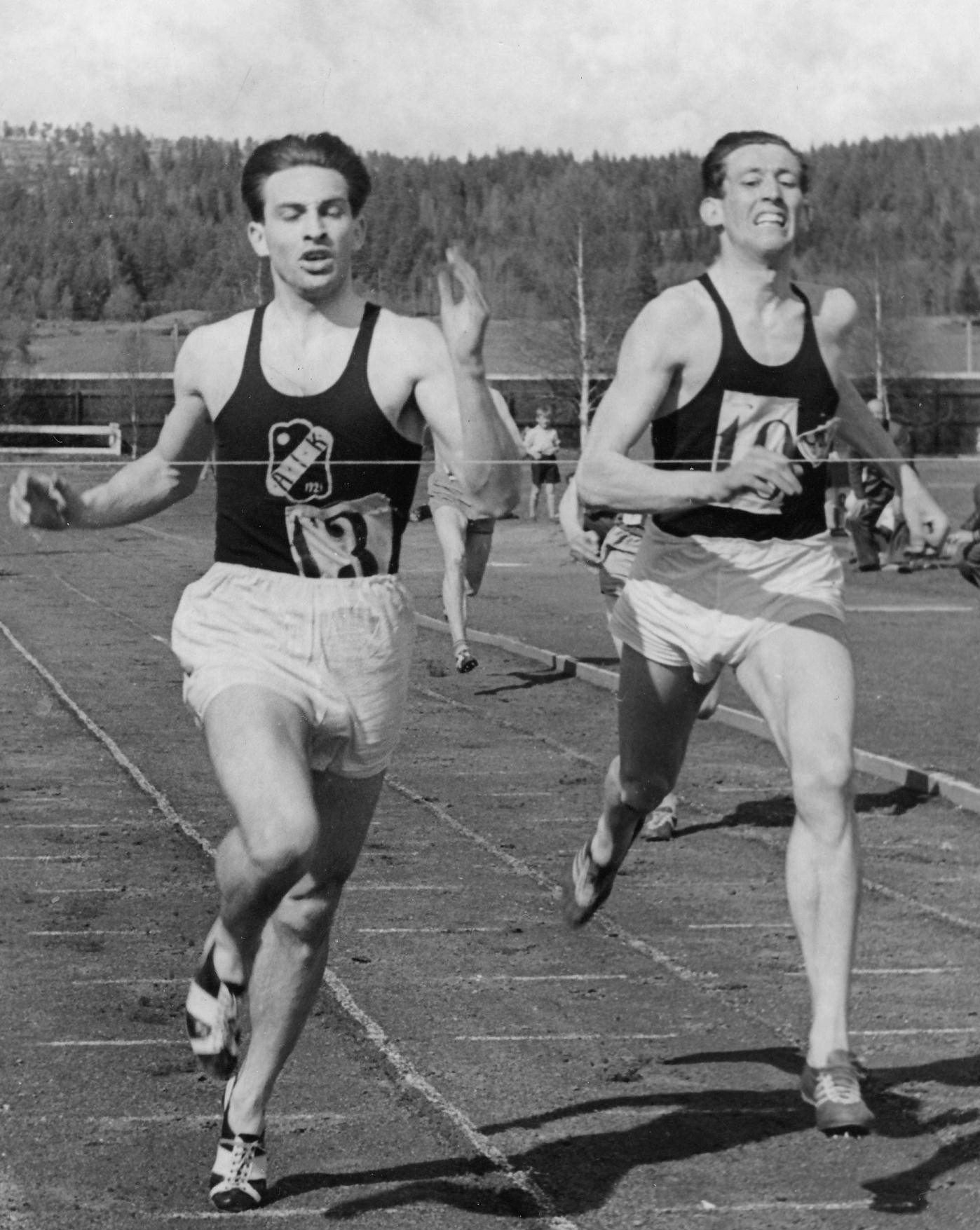
Gösta Brännström (links) schied als Vierter des ersten Halbfinallaufs aus

In den beiden Halbfinalläufen qualifizierten sich die jeweils ersten drei Athleten – hellblau unterlegt – für das Finale.

### Lauf 1
| Platz | Name               | Nation         | Zeit (s) |
| ----- | ------------------ | -------------- | -------- |
| 1     | Jacques Lunis      | Frankreich     | 47,8     |
| 2     | Leslie Lewis       | Großbritannien | 47,9     |
| 3     | Guðmundur Lárusson | Island         | 48,0     |
| 4     | Gösta Brännström   | Schweden       | 48,5     |
| 5     | Antonio Siddi      | Italien        | 48,9     |
| 6     | Ragnar Graeffe     | Finnland       | 49,5     |

### Lauf 2
| Platz | Name                 | Nation         | Zeit (s) |
| ----- | -------------------- | -------------- | -------- |
| 1     | Derek Pugh           | Großbritannien | 48,6     |
| 2     | Lars-Erik Wolfbrandt | Schweden       | 48,8     |
| 3     | Luigi Paterlini      | Italien        | 49,2     |
| 4     | Rolf Back            | Finnland       | 48,2     |
| 5     | Oscar Soetewey       | Belgien        | 51,4     |
| DNS   | René Leroux          | Frankreich     |          |

## Finale

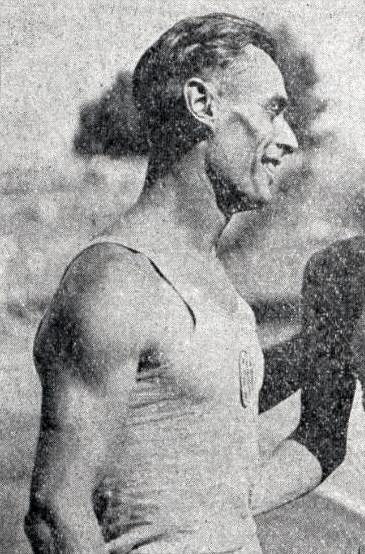
Vizeeuropameister Jacques Luni
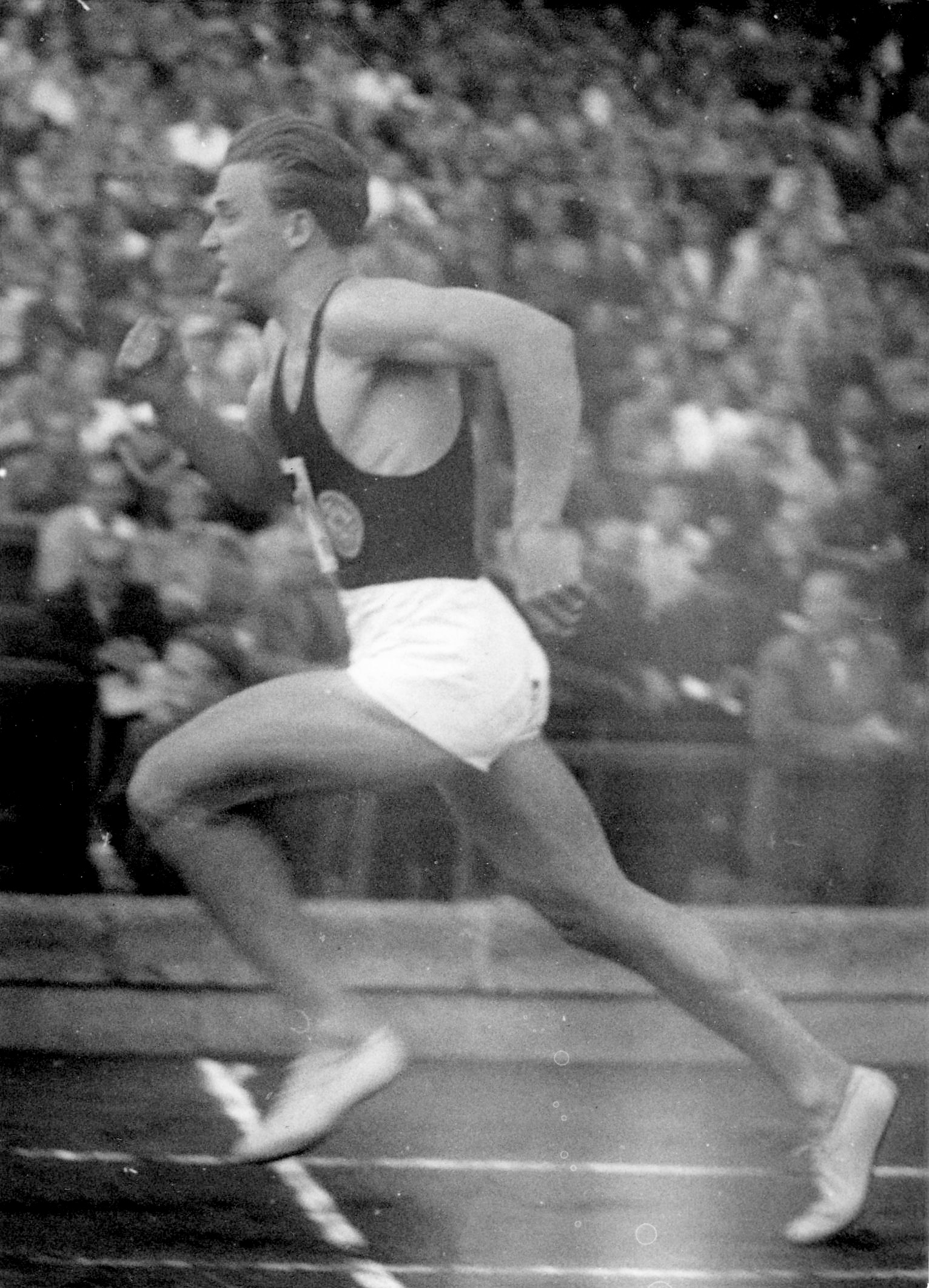
Bronzemedaillengewinner Lars-Erik Wolfbrandt

25. August 1950, 17:45 Uhr
| Platz | Name                 | Nation         | Zeit (s) |
| ----- | -------------------- | -------------- | -------- |
| 1     | Derek Pugh           | Großbritannien | 47,3 CR  |
| 2     | Jacques Lunis        | Frankreich     | 47,6     |
| 3     | Lars-Erik Wolfbrandt | Schweden       | 47,9     |
| 4     | Guðmundur Lárusson   | Island         | 48,1     |
| 5     | Leslie Lewis         | Großbritannien | 48,7     |
| 6     | Luigi Paterlini      | Italien        | 48,9     |